# Des Collins
Albert Desmond Collins (15 tháng 4 năm 1923 – 17 tháng 6 năm 2017) là một cầu thủ bóng đá người Anh thi đấu ở vị trí outside right tại Football League cho Chesterfield, Halifax Town, Carlisle United, Barrow, Bournemouth & Boscombe Athletic, Shrewsbury Town và Accrington Stanley. Ông cũng thi đấu tại Midland Football League cho Boston United.